# Crash Course
Crash Course is een televisiefilm uit 1988 onder regie van Oz Scott. De film werd in Nederland op 8 januari 1993 voor het eerst op de Nederlandse televisie getoond onder de titel Driving Academy.

## Verhaal
Edna Savage is een instructeur. Ze leert jongeren te rijden zodat zij hun rijbewijs kunnen halen. Maar wanneer ze les moet geven aan een nieuwe klas, is ze meer dan verbaasd over de des-interesse en onnozelheid van deze klas. Ze moet dan ook alles uit de kast halen om deze groep te leren autorijden.

## Rolverdeling
| Acteur           | Personage          |
| ---------------- | ------------------ |
| Jackée Harry     | Edna Savage        |
| Brian Bloom      | Riko Konner        |
| Alyssa Milano    | Vanessa Crawford   |
| Charles Robinson | Larry Pearle       |
| Harvey Korman    | Abner Fraser       |
| Dick Butkus      | Ed Konner          |
| Edie McClurg     | Beth Crawford      |
| Ray Walston      | Directeur Paulson  |
| Tina Yothers     | Alice Santini      |
| Rob Stone        | Chadley Bennett IV |
| Julie Payne      | Maxine Konner      |